# Синявский, Максим Владимирович
Максим Владимирович Синявский (род. 2 октября 1994, Алма-Ата) — казахский гребец-каноист, чемпион Казахстана (2011).

## Биография
Максим Синявский родился 2 октября 1994 года в городе Алма-Ате. Активно занимался греблей начал с детства, проходил подготовку в РСШИКОР под руководством тренера Елены Михайловны Синявской.
Впервые заявил о себе в сезоне 2011 года, когда на чемпионате Казахстана в Алма-Ате одержал победу сразу в трёх разных дисциплинах: в одиночках на дистанциях 200 и 500 метров, а также в четвёрках на дистанции 1000 метров. Кроме того, в одной из дисциплин получил здесь бронзовую и серебряную медаль.
В 2013 году он участвовал на чемпионате Европы, где в двойках в заезде на 200 метров занял 13-е место, и выступал на чемпионате мира, где в той же дисциплине стал восемнадцатым. В том же году на чемпионате Азии по гребле вместе с Евгением Софроновым завоевал бронзовую медаль в заезде каноэ-двоек на 1000 метров.
Благодаря череде удачных выступлений Максим Синявский выступал на молодёжном чемпионате мира 2013 года в Канаде, на котором выступил успешно с Евгением Софроновым на дистанции 1000 метров, где пройдя раунд заняли итоговое второе место. В одиночках в заезде на 200 метров не смог квалифицироваться в стартовом заезде, став лишь пятым.
Последнее его соревнования были в 2020 году в городе Уральске, где он занял 2 место в заезде на 500 метров. После этого он завершил карьеру и стал тренером молодых спортсменов.
За выдающиеся спортивные достижения удостоен почётного звания Мастер спорта Республики Казахстан международного класса